# Elezioni parlamentari in Russia del 2011
Le elezioni parlamentari in Russia del 2011 si tennero il 4 dicembre per il rinnovo della Duma di Stato, la camera bassa dell'Assemblea federale.
La competizione elettorale ha decretato la vittoria di Russia Unita del premier Vladimir Putin.
Le elezioni hanno ricevuto valutazioni diverse dall'estero: positive dagli osservatori della Comunità degli Stati Indipendenti, misti da parte dell'OSCE e di critica da parte di alcuni rappresentanti dell'UE e degli Stati Uniti. I risultati complessivi non sono stati contestati in tribunale, anche se ci sono state diverse proteste e meeting da parte dell'opposizione e del web a Mosca e San Pietroburgo.
Il sistema elettorale è proporzionale, con lo sbarramento al 7%. Però i partiti che prendono tra il 5,0 e il 5.99% prendono un seggio e quelli che prendono tra il 6,00 e il 6.99 ne prendono 2.

## Contesto

### Liste concorrenti
A tutti e sette i partiti politici registrati è stato permesso di partecipare alle elezioni. I partiti che erano già presenti nella Duma di Stato sono stati automaticamente ammessi a partecipare alle elezioni. Gli altri partiti per partecipare hanno dovuto presentare almeno 150.000 firme (con un minimo di 5000 firme per regione) alla Commissione Elettorale Centrale prima del 19 ottobre.
| N. | Lista                                     | Leader               | Capolista            | Data presentazione lista |
| -- | ----------------------------------------- | -------------------- | -------------------- | ------------------------ |
| 1  | Russia Giusta                             | Nikolaj Levičev      | Sergej Mironov       | 24 settembre 2011        |
| 2  | Partito Liberal-Democratico di Russia     | Vladimir Žirinovskij | Vladimir Žirinovskij | 13 settembre 2011        |
| 3  | Patrioti di Russia                        | Gennadij Semigin     | Gennadij Semigin     | 10 settembre 2011        |
| 4  | Partito Comunista della Federazione Russa | Gennadij Zjuganov    | Gennadij Zjuganov    | 24 settembre 2011        |
| 5  | Jabloko                                   | Sergej Mitrokhin     | Grigorij Javlinski   | 10–11 settembre 2011     |
| 6  | Russia Unita                              | Vladimir Putin       | Dmitrij Medvedev     | 23–24 settembre 2011     |
| 7  | Causa Giusta                              | Andrej Dunaev        | Andrej Dunaev        | 20 settembre 2011        |

## Sondaggi
| Sondaggio                           | Russia Unita | Partito Comunista | Partito Liberal-Democratico | Russia Giusta | Jabloko | Patrioti di Russia | Causa Giusta |
| ----------------------------------- | ------------ | ----------------- | --------------------------- | ------------- | ------- | ------------------ | ------------ |
| VCIOM Novembre 2010                 | 62.9%        | 11.9%             | 6.9%                        | 8.9%          | 3.9%    | 2.8%               | 2.6%         |
| Levada Gennaio 2011                 | 57%          | 20%               | 9%                          | 6%            | <1%     | <1%                | <1%          |
| Levada Febbraio 2011                | 60%          | 16%               | 11%                         | 4%            | 1%      | <1%                | <1%          |
| Levada Marzo 2011                   | 57%          | 18%               | 10%                         | 7%            | 1%      | <1%                | <1%          |
| Levada Aprile 2011                  | 55%          | 18%               | 12%                         | 6%            | 2%      | <1%                | <1%          |
| VCIOM Aprile 2011                   | 58.7%        | 13.6%             | 9.1%                        | 9.8%          | 2.7%    | 1.8%               | 2.9%         |
| Levada Maggio 2011                  | 57%          | 17%               | 14%                         | 4%            | 1%      | <1%                | <1%          |
| Levada Giugno 2011                  | 53%          | 17%               | 13%                         | 5%            | 1%      | 1%                 | 2%           |
| VCIOM Giugno 2011                   | 58.3%        | 14.7%             | 9.8%                        | 7.3%          | 2.8%    | 1.9%               | 4.1%         |
| Levada Luglio 2011                  | 54%          | 18%               | 12%                         | 7%            | 2%      | <1%                | 2%           |
| Levada Agosto 2011                  | 54%          | 18%               | 13%                         | 6%            | 1%      | 1%                 | 3%           |
| VCIOM Agosto 2011                   | 55.0%        | 16.4%             | 10.8%                       | 7.1%          | 2.5%    | 2.1%               | 4.9%         |
| Levada Settembre 2011               | 57%          | 16%               | 12%                         | 6%            | 3%      | 1%                 | 2%           |
| Levada 30 September– 2 ottobre 2011 | 59%          | 18%               | 9%                          | 7%            | 1%      | 1%                 | 2%           |
| VCIOM Ottobre 2011                  | 53.8%        | 17.1%             | 11.3%                       | 7.9%          | 3.3%    | 2.0%               | 2.1%         |
| Levada 21–24 ottobre 2011           | 60%          | 17%               | 11%                         | 5%            | 2%      | <1%                | 1%           |
| Levada 28 October– 1º novembre 2011 | 51%          | 20%               | 14%                         | 7%            | 4%      | <1%                | 1%           |
| VCIOM 7 novembre 2011               | 53.3%        | 17.4%             | 12%                         | 8.3%          | 3.3%    | 1.8%               | 2.2%         |
| Levada 11 novembre 2011             | 53%          | 20%               | 12%                         | 9%            | 1%      | <1%                | 1%           |
| VCIOM 19–20 novembre 2011           | 53.7%        | 16.7%             | 11.6%                       | 10%           | 2.9%    | 1.6%               | 1.7%         |

## Risultati
| Liste                                     | Voti       | %     | +/- % | Seggi |
| ----------------------------------------- | ---------- | ----- | ----- | ----- |
| Russia Unita                              | 32.379.135 | 49,32 | 14,98 | 238   |
| Partito Comunista della Federazione Russa | 12.599.507 | 19,19 | 7,62  | 92    |
| Russia Giusta                             | 8.695.522  | 13,24 | 5,50  | 64    |
| Partito Liberal-Democratico di Russia     | 7.664.570  | 11,67 | 3,53  | 56    |
| Jabloko                                   | 2.252.403  | 3,43  | 1,84  | -     |
| Patrioti di Russia                        | 639.119    | 0,97  | 0,08  | -     |
| Causa Giusta                              | 392.806    | 0,60  | 1,54  | -     |
| Totale                                    | 64.623.062 |       |       | 450   |
| Schede non valide                         | 1.033.464  |       |       |       |
| Totale                                    | 65.656.526 | 100   |       |       |

| Riepilogo dei seggi (+/- elezioni 2007) | Riepilogo dei seggi (+/- elezioni 2007) | Riepilogo dei seggi (+/- elezioni 2007) | Riepilogo dei seggi (+/- elezioni 2007) | Riepilogo dei seggi (+/- elezioni 2007) | Riepilogo dei seggi (+/- elezioni 2007) | Riepilogo dei seggi (+/- elezioni 2007) |
| --------------------------------------- | --------------------------------------- | --------------------------------------- | --------------------------------------- | --------------------------------------- | --------------------------------------- | --------------------------------------- |
|                                         |                                         |                                         |                                         |                                         |                                         |                                         |
| KPFR                                    | 92                                      | ▲ 35                                    |                                         | Russia Giusta                           | 64                                      | ▲ 26                                    |
| Russia Unita                            | 238                                     | ▼ 77                                    |                                         | LDPR                                    | 56                                      | ▲ 16                                    |